# Katarzyna Karasińska
Katarzyna Karasińska (Breslavia, 24 ottobre 1982) è un'ex sciatrice alpina polacca.

## Biografia
Originaria di Zgorzelec e attiva in gare FIS dal novembre del 1997, la Karasińska esordì in Coppa Europa il 14 dicembre 1998 a Bardonecchia in slalom gigante, senza completare la gara, ai Campionati mondiali a  Sankt Anton am Arlberg 2001, dove si classificò 24ª nello slalom speciale, e in Coppa del Mondo il 29 dicembre 2001 a Lienz in slalom speciale, senza completare la gara. Sempre in slalom speciale si classificò 33ª ai Mondiali di Sankt Moritz 2003 e, in Coppa Europa, ottenne il primo podio, il 2 dicembre 2004 a Åre (2ª), e la prima vittoria, l'8 gennaio 2005 a Leukerbad; ai Mondiali di Bormio/Santa Caterina Valfurva 2005 si piazzò 16ª nello slalom speciale.
Nel 2006 conquistò l'ultima vittoria in Coppa Europa (nonché ultimo podio), il 19 febbraio a Garmisch-Partenkirchen in slalom speciale, partecipò ai XX Giochi olimpici invernali di Torino 2006, sua unica presenza olimpica dove fu 30ª nello slalom speciale, e ottenne il miglior piazzamento in Coppa del Mondo, il 29 dicembre a Semmering in slalom speciale (12ª); ai successivi Mondiali di Åre 2007 sempre in slalom speciale si classificò 21ª.
Ai Mondiali di Val-d'Isère 2009 si piazzò 36ª nello slalom gigante e 23ª nello slalom speciale; due anni dopo ai Mondiali di Garmisch-Partenkirchen 2011, sua ultima presenza iridata, nelle medesime specialità si classificò rispettivamente al 48º e al 27º posto. Prese per l'ultima volta il via in Coppa del Mondo il 22 gennaio 2012 a Kranjska Gora in slalom speciale, senza completare la gara, e si ritirò all'inizio della stagione 2012-2013; la sua ultima gara in carriera fu uno slalom speciale FIS disputato il 17 dicembre a Špindlerův Mlýn, non completato dalla Karasińska.

## Palmarès

### Coppa del Mondo
- Miglior piazzamento in classifica generale: 68ª nel 2007

### Coppa Europa
- Miglior piazzamento in classifica generale: 10ª nel 2005
- Vincitrice della classifica di slalom speciale nel 2005
- 5 podi:
  - 2 vittorie
  - 3 secondi posti

#### Coppa Europa - vittorie
| Data             | Località               | Paese    | Specialità |
| ---------------- | ---------------------- | -------- | ---------- |
| 8 gennaio 2005   | Leukerbad              | Svizzera | SL         |
| 19 febbraio 2006 | Garmisch-Partenkirchen | Germania | SL         |

Legenda:

SL = slalom speciale

### Australia New Zealand Cup
- Vincitrice dell'Australia New Zealand Cup nel 2009
- Vincitore della classifica di slalom speciale nel 2009
- Vincitore della classifica di combinata nel 2009 e nel 2010
- 11 podi:
  - 6 vittorie
  - 4 secondi posti
  - 1 terzo posto

#### Australia New Zealand Cup - vittorie
| Data              | Località   | Paese         | Specialità |
| ----------------- | ---------- | ------------- | ---------- |
| 10 settembre 2008 | Mount Hutt | Nuova Zelanda | SC         |
| 10 settembre 2008 | Mount Hutt | Nuova Zelanda | SG         |
| 12 settembre 2008 | Mount Hutt | Nuova Zelanda | SL         |
| 9 settembre 2009  | Mount Hutt | Nuova Zelanda | SC         |
| 11 settembre 2009 | Mount Hutt | Nuova Zelanda | SL         |
| 11 settembre 2009 | Mount Hutt | Nuova Zelanda | SL         |

Legenda:

SG = supergigante

SL = slalom speciale

SC = supercombinata

### Campionati polacchi
- 23 medaglie:
  - 6 ori (slalom speciale nel 2001; slalom speciale nel 2004; slalom speciale nel 2006; slalom gigante nel 2007; slalom speciale nel 2008; slalom speciale nel 2010)
  - 12 argenti (slalom gigante nel 2001; slalom gigante nel 2002; supergigante, slalom gigante nel 2003; slalom gigante nel 2004; slalom speciale nel 2005; slalom gigante nel 2008; slalom gigante nel 2009; slalom gigante nel 2010; slalom gigante, slalom speciale, supercombinata nel 2012)
  - 5 bronzi (slalom gigante, slalom speciale nel 2000; slalom gigante nel 2006; slalom speciale nel 2009; supergigante nel 2012)